# Allied Land Command
L'Allied Land Command costituisce il comando centrale delle forze terrestri NATO ed è alle dipendenze  dei comandi strategici Allied Joint Force Command Naples e Allied Joint Force Command Brunssum e dell'Allied Command Operations (comando operazioni alleate), braccio operativo del Supreme Headquarters Allied Powers Europe (Quartier generale supremo delle potenze Alleate in Europa). Il comando ha sede presso Smirne, Turchia.

## Storia
La NATO ha avuto una sede a Izmir per decenni. Inizialmente costituiva il Comando Forze terrestri Sud-Est Europa (LANDSOUTHEAST), dipendente dal Comando Forze alleate del sud Europa di Napoli. A questo comando, assistito dal Posto Comando Avanzato di Salonicco, dovevano essere assegnati la maggior delle unità terrestri turche e greche in caso di guerra. Il LANDSOUTHEAST inizialmente era comandato da un tenente generale dell'esercito degli Stati Uniti.
Dopo la fine della guerra fredda, per un periodo,  è stato rinominato Comando congiunto sud-est. Dal 2004 al 2013 ha svolto la funzione di Comando Aereo Alleato Sud.

## Ruolo
Il Landcom è stato creato per assicurare l'interoperabilità delle forze terrestri della Nato e per fornire il comando complesso di eventuali operazioni terrestri su larga scala. Dipende funzionalmente dai due comandi operativi strategici Allied Joint Force Command Naples e Allied Joint Force Command Brunssum.
Ha alle sue dipendenze i seguenti nove corpi d'armata ad alta prontezza operativa:
- Allied Rapid Reactions Corps a guida inglese, presso Innsworth, Regno Unito;
- NATO Rapid Deployable Corps - Italy a guida italiana, presso Solbiate Olona, Italia;
- NATO Rapid Deployable Corps - Spain a guida spagnola, presso Valencia, Spagna;
- NATO Rapid Deployable Corps - Greece, a guida greca, presso Salonicco, Grecia;
- NATO Rapid Deployable Corps - Turkey a guida turca, presso Istanbul, Turchia;
- 1 German - Netherlands Corps, a guida tedesca, presso Münster, Germania;
- Multinational Corps Northeast, a guida tedesca, presso Stettino, Polonia;
- Rapid Reaction Corps - France, a guida francese, presso Lilla, Francia;
- Eurocorps, attualmente a guida spagnola, presso Strasburgo, Francia;

## Struttura di comando
- Comandante: Tenente generale John Nicholson, Esercito degli Stati Uniti, comandante attuale della missione Resolute Support in Afghanistan
- Vice Comandante: Generale di corpo d'armata Paolo Ruggiero Esercito Italiano
- Capo di Stato maggiore: Maggior generale Salih Sevil Esercito Turco
- Sottufficiale di corpo: Luogotenente Daniel Moyer Esercito Canadese